# صيف الحب
صيف الحب كانت ظاهرة اجتماعية حصلت في صيف عام 1967 عندما تدفق ما يقارب 100 ألف شخص على حي هايت-أشبوري في سان فرانسيسكو آذنة ببدء تغير ثقافي وسياسي كبير في المنطقة. على الرغم من تواجد تجمعات هيبيز في مدن نيو يورك، لوس أنجلوس، فيلاديلفيا، سياتل، بورتلاند، واشنطن العاصمة، شيكاغو، هيوستن، أتلانتا، نيو أورلينز، ميامي وغيرها، إلا أن مدينة سان فرانسيسكو تتميز بأنها مركز ثورة ثقافة هيبيز، ووعاء لصهر الموسيقى، العقارات النفسية، الحرية الجنسية، التعبير الإبداعي، والسياسة. أصبح صيف الحب علامة فارقة في عقد ستينات القرن العشرين مع تطور حركة الهيبيز ودخولها في الحركة الثقافية العامة.